# Parlamentswahl auf den Bahamas 2017

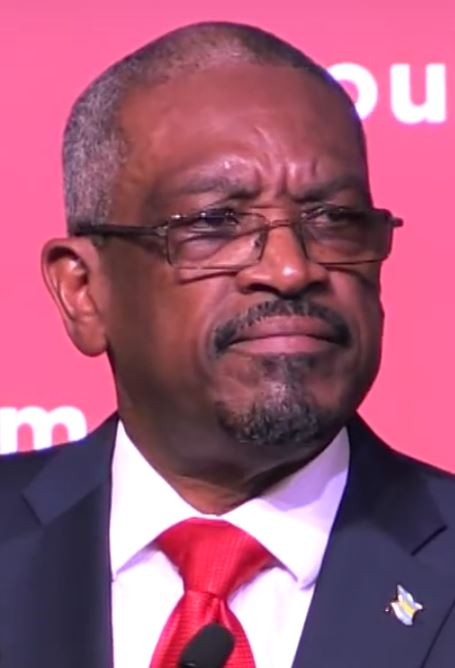
Hubert Minnis, 2016

Die Parlamentswahl auf den Bahamas 2017 fand am 10. Mai 2017 statt.

## Hintergrund
Während des Wahlkampfes kämpfte die Free National Movement (FNM) unter der Leitung von Hubert Minnis für einen Regierungswechsel und versprach, die Eigenverantwortung Bahamas’ in der Wirtschaft zu fördern. Die Kampagne der Progressive Liberal Party (PLP) wurde überschattet von Korruptionsskandalen und der verzögerten Eröffnung eines 4,2 Milliarden Dollar teuren Mega-Resorts namens Baha Mar, das sich im Besitz eines ausländischen Unternehmens befindet und dessen Eröffnung dreimal verschoben werden musste. Die im April 2017 zwischen der PLP-Regierung und dem Käufer des Resorts unterzeichnete Vereinbarung sieht einen weiteren finanziellen Beitrag der Regierung, den Schuldenerlass sowie die Ausstellung von Arbeitserlaubnissen für ausländische Arbeitnehmer vor.

## Wahlergebnis
Die FNM verdrängte den bisherigen Premierminister Perry Christie und seine PLP von der Macht und gewann 35 der 39 Mandate im Parlament. Zuvor hatte die Boundaries Commission, die die Anzahl und Grenzen der Wahlbezirke festlegt, im Dezember 2016 die Zahl der Sitze von 38 auf 39 erhöht.  Der bisherige Ministerpräsident verlor seinen Sitz, den er seit 1977 innehatte. Am 11. Mai 2017 wurde Hubert Minnis von der Generalgouverneurin Marguerite Pindling zum neuen Premierminister vereidigt.
| Stimmen und Sitzverteilung       | Stimmen und Sitzverteilung | Stimmen und Sitzverteilung | Stimmen und Sitzverteilung | Stimmen und Sitzverteilung |
| Partei                           | Stimmen                    | %                          | Sitze                      | ±                          |
| -------------------------------- | -------------------------- | -------------------------- | -------------------------- | -------------------------- |
| Free National Movement           | 91.409                     | 56,99 %                    | 35                         | ▲26                        |
| Progressive Liberal Party        | 59.253                     | 36,94 %                    | 4                          | ▼25                        |
| Democratic National Alliance     | 7.577                      | 4,72 %                     | 0                          | ▬                          |
| Bahamas Constitution Party       | 315                        | 0,20 %                     | 0                          | ▬                          |
| Bahamas National Coalition Party | 314                        | 0,20 %                     | 0                          | Neu                        |
| The People’s Movement            | 200                        | 0,12 %                     | 0                          | Neu                        |
| Unabhängige                      | 1.339                      | 0,83 %                     | 0                          | ▬                          |
| Gesamt                           | 160.407                    | 100 %                      | 39                         | ▲1                         |

| Anzahl der Wahlberechtigten | Wahlbeteiligung in % |
| --------------------------- | -------------------- |
| 181.543                     | 88,36 %              |